# 周布川
周布川（すふがわ）は、島根県西部の浜田市を流れ日本海に注ぐ河川。二級水系の本流である。

## 地理
島根県浜田市金城町と益田市匹見町の境に位置する八畝山付近に発し北東に流下、山間平地を所々に形成しながら浜田市金城町小国地区で小国川を合流して北西に流下方向を変え、急峻な山間部を流れながら周布川ダム、大長見ダム（紅葉湖）、長見ダムを経て浜田市日脚町で日本海に注ぐ。

## 歴史
- 1943年（昭和18年） - この年から3年連続で水害が発生。
- 1947年（昭和22年）12月1日 - 昭和天皇が水害の被災、復旧箇所を視察（昭和天皇の戦後巡幸）[1]。
- 1965年（昭和40年）7月23日 - 集中豪雨により増水。山陰本線の周布川鉄橋の橋脚が傾き、橋桁が落下した[2]。

## 支流
- 小国川

## 流域の自治体
島根県
浜田市

## 河川施設
- 周布川ダム（島根県浜田市弥栄町）
- 大長見ダム（島根県浜田市弥栄町-長見町）
- 長見ダム（島根県浜田市）